# Piotr Kokosiński
Piotr Krzysztof Kokosiński (ur. 27 kwietnia 1966, zm. 20 stycznia 2016 w Warszawie) – polski muzyk, producent muzyczny i operator dźwięku.

## Życiorys

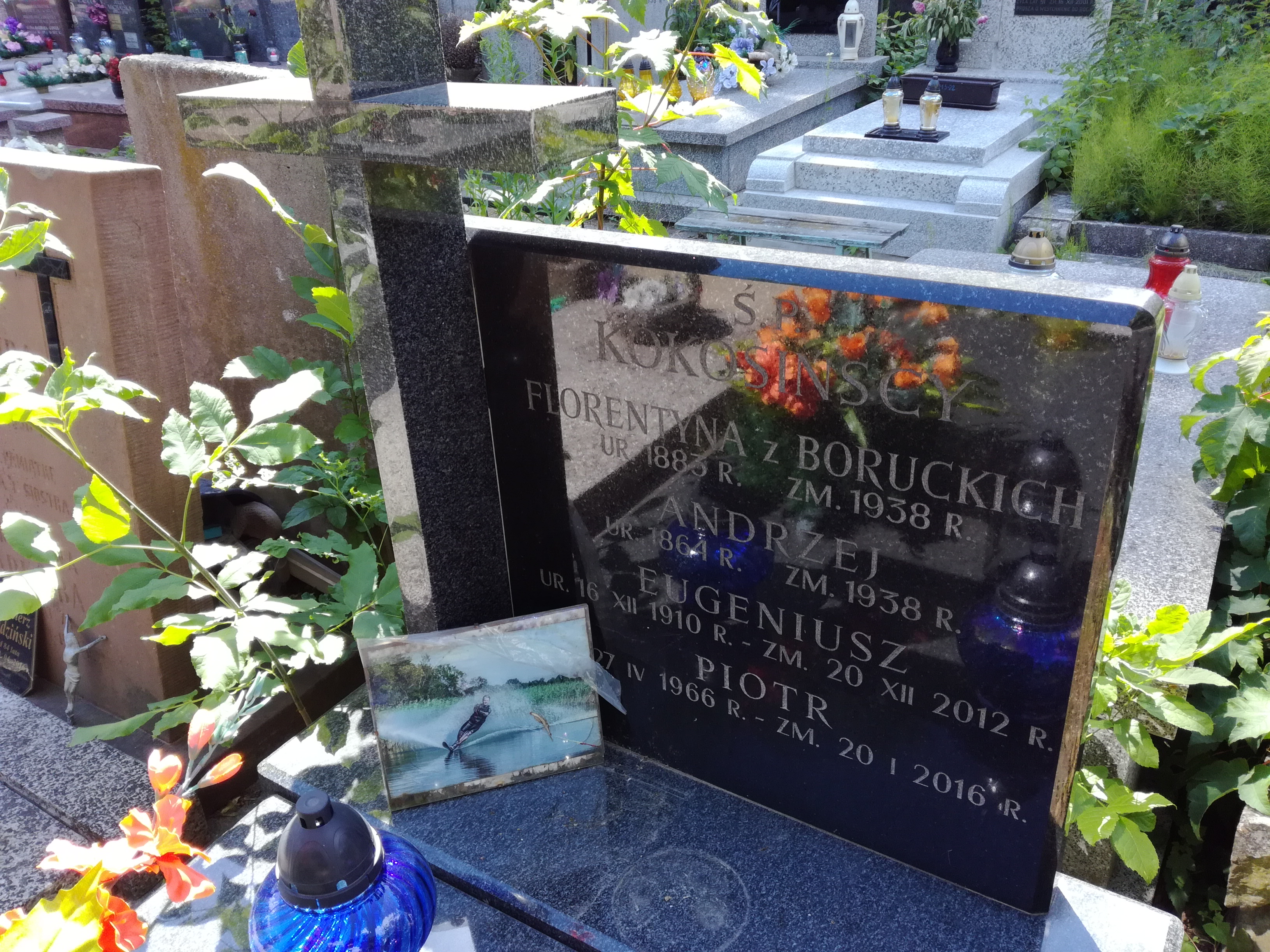
Grób Piotra i Eugeniusza Kokosińskich na cmentarzu Bródnowskim

Karierę zawodową zaczynał jako realizator techniczny przy nagrywaniu płyt między innymi grup 1984 (Radio niebieskie oczy Heleny; 1991) i Blitzkrieg (Holy War; 1992) oraz płyty Natalii Kukulskiej pt. Światło. Był gitarzystą basowym zespołu Reds, z którym nagrał albumy Changing Colours z 1989 i Berlin z 1998 roku, będąc jednocześnie autorem tekstów utworów na pierwszą z płyt. Pracował jako operator dźwięku na planie filmów „Zmruż oczy” (2003), „Kocham cię” (2003), „Tylko jedna noc” (2004) i „Imagine” (2012) oraz realizator dźwięku przy filmie „Sztuczki”.
Przez 30 lat był partnerem artystki operowej Małgorzaty Walewskiej, z którą poznał się jeszcze w okresie nauki szkolnej. Pochowany na cmentarzu Bródnowskim w Warszawie (kwatera 32M-3-23).